# Minuskuł 7
Minuskuł 7 (wedle numeracji Gregory—Aland), ε 287 (von Soden) – rękopis Nowego Testamentu z tekstem czterech Ewangelii, pisany minuskułą na pergaminie w języku greckim z XII wieku. Przechowywany jest w Paryżu.

## Opis rękopisu
Kodeks zawiera tekst czterech Ewangelii, na 186 pergaminowych kartach (20,6 cm na 16 cm).
Tekst rękopisu pisany jest jedną kolumną na stronę, 29 linijek w kolumnie.
Tekst Ewangelii dzielony jest według κεφαλαια (rozdziały) oraz według Sekcji Ammoniusza, których numery umieszczono na marginesie. Sekcje Ammoniusza opatrzone zostały odniesieniami do Kanonów Euzebiusza. Tekst ewangelii zawiera τιτλοι (tytuły). Ponadto przed każdą z Ewangelii umieszczone zostały listy κεφαλαια.
Zawiera Prolegomenę, Epistula ad Carpianum, tablice do Kanonów Euzebiusza, synaksarion, ilustracje oraz menologium.

## Tekst
Grecki tekst Ewangelii reprezentuje mieszaną tradycję tekstualną. Aland nie zaklasyfikował go do żadnej kategorii.

## Historia
Scrivener datował go na XI wiek. Paleograficznie datowany jest przez INTF na wiek XII.
Rękopis został wykorzystany przez Stefanusa w jego wydaniu greckiego Nowego Testamentu, który oznakował go przy pomocy siglum ς'.
Na listę rękopisów Nowego Testamentu wciągnął go Wettstein. Rękopis badał Scholz oraz Paulin Martin.
Obecnie przechowywany jest we Francuskiej Bibliotece Narodowej w Paryżu, pod numerem katalogowym Gr. 84.
Jest cytowany w krytycznych wydaniach Novum Testamentum Graece Nestle-Alanda (NA26, NA27).